# Оністрат Остап Андрійович
Оста́п Андрі́йович Оністра́т (2001—2023) — український військовослужбовець, старший солдат, оператор відділення ударних БПЛА 68 ОЄБр Збройних сил України, учасник російсько-української війни. Кавалер ордена «За мужність» III ступеня (2023, посмертно).

## Життєпис
Народився 3 липня 2001 року. Закінчив столичний ліцей «Престиж». Син української тенісистки Ганни Запорожанової та українського бізнесмена і банкіра Андрія Оністрата. 
Захоплювався кіберспортом, зокрема Counter-Strike: Global Offensive, брав участь у змаганнях, мріяв сам розробляти комп'ютерні ігри. У кіберспорті був відомим під ніком 0ni. Це був перший випадок в історії коли гравець із HLTV загинув на війні.
Був студентом бакалаврської програми з менеджменту Факультету економічних наук, у 2020 році зробив паузу в навчанні, а незадовго до загибелі дзвонив до деканату, планував поновитися.
Добровільно долучився до ЗСУ 1 червня 2022 року. Брав участь у бойових діях у складі Десантно-штурмових військ. Пішов з ДШВ бо на його думку там йому було нічого робити. Потім був залучений до аеророзвідки. Оператор БПЛА, 68-ма окрема єгерська бригада
За рік служби на фронті Остап проявив себе як мужній ініціативний воїн, справжній герой, той, хто "рвався на бойові завдання і з нетерпінням чекав повернення на передову"

## Загибель
Загинув під Вугледаром. Похований 6 червня 2023 на київському кладовищі «Берковці». Нагороджений орденом «За мужність» III ступеня (посмертно).

## Нагороди
- орден «За мужність» III ступеня (24 жовтня 2023, посмертно) — за особисту мужність, виявлену у захисті державного суверенітету та територіальної цілісності України, самовіддане виконання військового обов'язку[7]